# Piasecki Aircraft

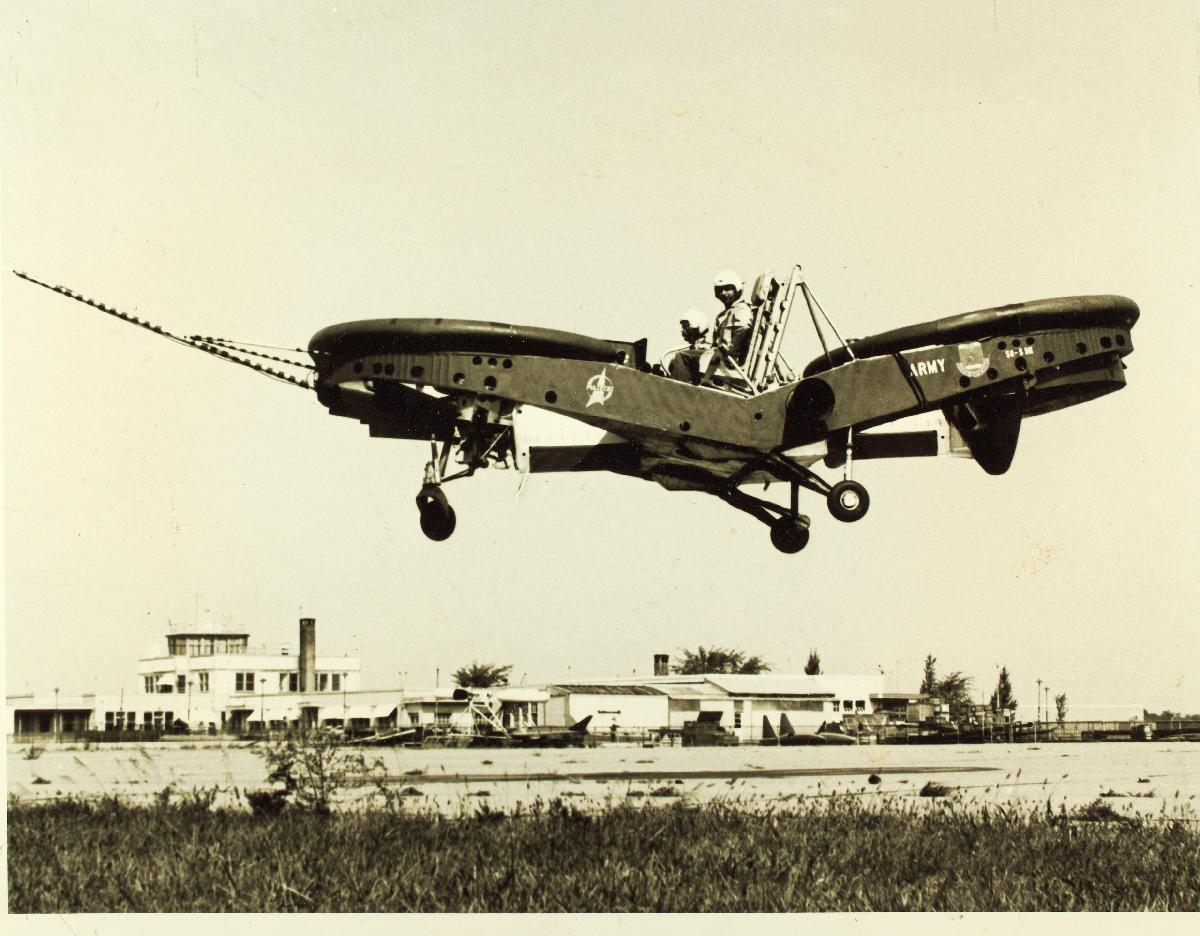
Piasecki VZ-8P AirGeep II

Die Piasecki Aircraft Corporation (PiAC) ist eine amerikanische Flugzeug- und Luftschiffwerft sowie ein Hubschrauberhersteller in Essington (Pennsylvania). Sämtliche Produkte wurden selbst konstruiert. Typisch für das Unternehmen sind innovative Hubschrauberkonzepte und -antriebsmöglichkeiten.

## Geschichte
Nachdem Unternehmensgründer Frank Piasecki seine vorherige Firma Piasecki Helicopter Corporation im Streit verlassen hatte, gründete er mit der Piasecki Aircraft Corporation 1955 ein weiteres Unternehmen zur Entwicklung neuer Hubschrauber. Im Gegensatz zu seinen früheren Firmen stand Piasecki Aircraft auch für die Entwicklung von Flugzeugen, beispielsweise von Senkrechtstartern. Obwohl er mit dieser Firma keine Modelle mit großer Stückzahl entwickelte, war er mit seinen teilweise sehr ungewöhnlichen konstruktiven Auslegungen und Antriebskonzepten sehr innovativ.

## Hubschrauber
(Auswahl)
- Piasecki 16H „Pathfinder“
- Piasecki VZ-8 „Airgeep“
- Piasecki PA-39
- Piasecki PA-97
- Piasecki X-49